# أوفورد (كيبك)
أوفورد (بالإنجليزية: Orford, Quebec) هي بلدية محلية في كيبيك تقع في كندا في Memphrémagog Regional County Municipality. يقدر عدد سكانها بـ 3,575 نسمة ومساحتها 148.60 كم2 .